# Tusayan, Arizona
Tusayan je grad u američkoj saveznoj državi Arizona. Prema popisu stanovništva iz 2010. u njemu je živjelo 558 stanovnika.